# Distretto di Los Organos
Il distretto di Los Organos è uno dei sei distretti della provincia di Talara, in Perù. Si trova nella regione di Piura e si estende su una superficie di 165,01 chilometri quadrati.

Istituito il 11 dicembre 1964, ha per capitale la città di Los Organos; nel censimento 2005 si contava una popolazione di 9.104 unità.